# Championnats ibéro-américains d'athlétisme 1996
Navigation
Édition précédente Édition suivante
Les 7es championnats ibéro-américains d'athlétisme se déroulent du 9 au 12 mai 1996 à l'Estadio Alfonso Galvis Duque de Medellín, en Colombie.
Le nombre d'épreuves est de 42, 22 chez les hommes et 20 chez les femmes, comme en 1994, cependant le 3 000 mètres féminin est remplacé par le 5 000 mètres.

## Participants
352 athlètes représentant 19 pays ont participé à ces septièmes championnats ibéro-américains. Outre l'absence de l'Espagne, on note pour la première fois la participation d'un pays africain, l'Angola, qui est l'un des 6 pays à se rajouter cette année-là aux 22 pays fondateurs de l'AIA (association ibéro-américaine d'athlétisme).
| Amérique centrale et Caraïbes                                                                       | Amérique du Sud                                                                             | Europe     | Afrique  |
| --------------------------------------------------------------------------------------------------- | ------------------------------------------------------------------------------------------- | ---------- | -------- |
| - Costa Rica - Cuba - République dominicaine - Guatemala - Mexique - Panama - Porto Rico - Salvador | - Argentine - Bolivie - Brésil - Chili - Colombie - Équateur - Paraguay - Pérou - Venezuela | - Portugal | - Angola |

## Faits marquants
C'est la deuxième fois que la compétition se déroule en altitude (1 480 m) après l'édition 1988 de Mexico. Les performances ont bénéficié de ces conditions favorables.
Cuba, qui aligne presque tous ses meilleurs éléments, termine à la première place du classement avec 41 médailles dont 20 d'or malgré deux relais disqualifiés, avec entre autres  Norberto Téllez, Anier García et Yamilé Aldama qui battent les records des championnats, Sotomayor qui s'adjuge un quatrième titre à la hauteur et Ana Fidelia Quirot qui fait de même au 800 mètres. 
La Colombie, pays hôte, est 3e derrière le Brésil grâce notamment aux épreuves de fond masculin et de sprint féminin, où Ximena Restrepo échoue à trois centièmes de la Cubaine Julia Duporty dans le 400 mètres, mais offre l'or à son pays dans le dernier relais du 4 × 400.
Le Chilien Sebastián Keitel réalise le doublé 100 - 200.

## Podiums

### Hommes
| 100 m (vent : +1,5 m/s) | Sebastián Keitel 10 s 13 NR                                                            | Arnaldo da Silva 10 s 17                                                                                | Marcelo Brivilati da Silva 10 s 37                                                     |
| 200 m (vent : -2,7 m/s) | Sebastián Keitel 20 s 53                                                               | Marcelo Brivilati da Silva 20 s 71                                                                      | Misael Ortiz 21 s 15                                                                   |
| 400 m | Sanderlei Claro Parrela 45 s 57                                                        | Inaldo de Sena 45 s 88                                                                                  | Jorge Crusellas 46 s 25                                                                |
| 800 m | Norberto Téllez 1 min 45 s 83 CR                                                       | Flávio Godoy 1 min 47 s 11                                                                              | Marc Olivo 1 min 47 s 67                                                               |
| 1 500 m | Edgar de Oliveira 3 min 43 s 00                                                        | José Valente 3 min 43 s 81                                                                              | Gilberto Merchant 3 min 44 s 11                                                        |
| 5 000 m | William Roldán 14 min 16 s 20                                                          | Herder Vásquez 14 min 18 s 88                                                                           | Gerardo Morales 14 min 19 s 87                                                         |
| 10 000 m | Herder Vásquez 30 min 08 s 35                                                          | Jacinto López 30 min 09 s 76                                                                            | Gerardo Morales 30 min 13 s 28                                                         |
| 110 m haies (vent : -0,1 m/s) | Anier García 13 s 39 CR                                                                | Pedro Paulo Chiamulera 13 s 58                                                                          | Alexis Sánchez 13 s 89                                                                 |
| 400 m haies | Alexis Sánchez 49 s 22                                                                 | Carlos Silva 49 s 33                                                                                    | Domingo Cordero 49 s 64                                                                |
| 3 000 m steeple | Clodoaldo do Carmo 8 min 47 s 18                                                       | Héctor Arias 8 min 54 s 64                                                                              | Eduardo do Nascimiento 8 min 57 s 46                                                   |
| 4 × 100 m | Mexique Carlos Villaseñor Alejandro Cárdenas Raymundo Escalante Miguel Miranda 39 s 60 | Porto Rico Carlos Santos Agner Muñoz Rosendo Rivera Domingo Cordero 39 s 93                             | Argentine Jorge Polanco Guillermo Cacián Ceferino Mondino Carlos Gats 40 s 33          |
| 4 × 400 m | Cuba Omar Mena Jorge Crusellas Georkis Vera Norberto Téllez 3 min 03 s 98              | Brésil Valdinei Abílio da Silva Sanderlei Parrela Osmar Barbosa dos Santos Inaldo de Sena 3 min 04 s 28 | Colombie Julio César Rojas Llimi Rivas Wenceslao Ferrín Wilson Cañizales 3 min 07 s 13 |
| 20 km marche | Miguel Ángel Rodríguez 1 h 25 min 36 s                                                 | Germán Sánchez 1 h 26 min 30 s                                                                          | Héctor Moreno 1 h 26 min 54 s                                                          |
| Saut en hauteur | Javier Sotomayor 2,30 m                                                                | Gilmar Mayo 2,23 m                                                                                      | Julio Luciano Marcos Soares dos Santos 2,10 m                                          |
| Saut à la perche | Alberto Manzano 5,55 m CR                                                              | Edgar Díaz 5,50 m                                                                                       | Juan Miguel Saldarriaga 5,00 m                                                         |
| Saut en longueur | Nelson Ferreira Jr. 8,41 m (w)                                                         | Jaime Jefferson 8,28 m (w)                                                                              | Carlos Calado 8,06 m (w)                                                               |
| Triple saut | Messias José Baptista 16,99 m CR                                                       | Carlos Calado 16,82 m                                                                                   | Osiris Mora 16,45 m                                                                    |
| Lancer du poids | Gert Weil 19,67 m                                                                      | Yojer Medina 18,10 m                                                                                    | Edson Miguel 17,21 m                                                                   |
| Lancer du disque | Frank Vicet 58,12 m                                                                    | João Joaquim dos Santos 55,32 m                                                                         | Marcelo Pugliese 54,32 m                                                               |
| Lancer du marteau | Alberto Sánchez 73,62 m CR                                                             | Yosvany Suárez 70,54 m                                                                                  | Vitor da Costa 69,84 m                                                                 |
| Lancer du javelot | Isbel Luaces 78,74 m CR                                                                | Rodrigo Zelaya 74,22 m                                                                                  | Edgar Baumann 73,94 m                                                                  |
| Décathlon | Yonelvis Águila 7 705 pts                                                              | Alejandro Cárdenas 7 614 pts NR                                                                         | William Gallardo 7 544 pts                                                             |
| Records et Performances - AR : Record continental (area record) - CR : Record des championnats (championship record) - MR : Record du meeting (meet record) - NR : Record national (national record) - OR : Record olympique (olympic record) - PR : Record paralympique (paralympic record) - PB : Record personnel (personal best) - SB : Meilleure performance personnelle de la saison (season's best) - WL : Meilleure performance mondiale de l'année (world leader) - WJR : Record du monde junior (world junior record) - WR : Record du monde (world record) Circonstances et Conditions - DNF : N'a pas terminé (did not finish) - DNS : N'a pas pris le départ (did not start) - DQ : Disqualification (disqualification) - NM : Aucun essai valable enregistré (No Mark) - Q : Qualifié « directement » au prochain tour (ou à la prochaine compétition), lors d'une compétition majeure, grâce au classement ou à la réalisation des minima (automatic qualifier) - q : Qualifié au prochain tour (ou à la prochaine compétition), lors d'une compétition majeure, grâce au repêchage ou à la réalisation de l'une des meilleures performances parmi celles des « non qualifiés directement » (grâce au meilleur temps ou à la meilleure distance par exemple) (secondary qualifier) |                                                                                        | |                                                                                        |

### Femmes
| 100 m (vent : +1,0 m/s) | Cleide Amaral 11 s 48                                                                    | Sandra Borrero 11 s 50 | Idalia Hechavarría 11 s 54                                                                           |
| 200 m (vent : -1,1 m/s) | Felipa Palacios 22 s 93 CR                                                               | Idalmis Bonne 23 s 07 | Surella Morales 23 s 11                                                                              |
| 400 m | Julia Duporty 50 s 84                                                                    | Ximena Restrepo 50 s 87 | Maria Magnólia Figueiredo 51 s 36                                                                    |
| 800 m | Ana Fidelia Quirot 2 min 02 s 50                                                         | Mairelín Fuentes 2 min 04 s 77                                                                                              | Marta Orellana 2 min 04 s 81                                                                         |
| 1 500 m | Marta Orellana 4 min 20 s 99                                                             | Yesenia Centeno 4 min 22 s 30                                                                                               | Celia Regina dos Santos 4 min 25 s 98                                                                |
| 5 000 m | Erika Olivera 16 min 26 s 13 CR                                                          | Stella Castro 16 min 35 s 34                                                                                                | Iglandini González 16 min 37 s 97                                                                    |
| 10 000 m | Stella Castro 34 min 28 s 74                                                             | Santa Velázquez 34 min 29 s 95                                                                                              | Erika Olivera 34 min 41 s 75                                                                         |
| 100 m haies (vent : +3,0 m/s) | Joyce Meléndez 13 s 40                                                                   | Damarys Anderson 13 s 54 | Katia Brito 13 s 57                                                                                  |
| 400 m haies | Lency Montelier 57 s 84                                                                  | Odalys Hernández 57 s 96 | Flor Robledo 58 s 19                                                                                 |
| 4 × 100 m | Cuba Idalia Hechavarría Damarys Anderson Dainelki Pérez Liliana Allen 44 s 11 CR         | Colombie Mirtha Brock Felipa Palacios Patricia Rodríguez Sandra Borrero 44 s 17                                             | Brésil Cleide Amaral Maria Magnólia Figueiredo Lucimar de Moura Kátia Regina de Jesus Santos 44 s 59 |
| 4 × 400 m | Colombie Patricia Rodríguez Norfalia Carabalí Flor Robledo Ximena Restrepo 3 min 33 s 69 | Brésil Maria Magnólia Figuereido Fátima Aparecida dos Santos Marlene Moreira da Silva Luciana de Paula Mendes 3 min 34 s 34 | Mexique Ana Guevara Alejandra Quintanar Claudia Moctezuma Mayra González 3 min 38 s 48               |
| 10 000 m marche | Gianetti de Sena Bonfim 48 min 15 s 67                                                   | Abigail Saenz 48 min 38 s 04                                                                                                | Geovana Irusta 48 min 56 s 22                                                                        |
| Saut en hauteur | Orlane dos Santos 1,86 m                                                                 | Niurka Lussón 1,83 m | Alejandra García Juana Arrendel 1,83 m                                                               |
| Saut en longueur | Lissete Cuza 6,57 m                                                                      | Maurren Higa Maggi 6,26 m                                                                                                   | Luciana dos Santos 6,24 m                                                                            |
| Triple saut | Yamilé Aldama 14,39 m CR                                                                 | Magdelín Martínez 14,17 m (w)                                                                                               | Maria Barbosa de Souza 13,49 m (w)                                                                   |
| Lancer du poids | Herminia Fernández 18,05 m                                                               | Elisângela Adriano 17,90 m                                                                                                  | Alexandra Borges Amaro 15,60 m                                                                       |
| Lancer du disque | Olga Lidia Gómez 58,48 m                                                                 | Elisângela Adriano 57,10 m                                                                                                  | Marlene Sánchez 55,50 m                                                                              |
| Lancer du marteau | María Eugenia Villamizar 57,76 m CR                                                      | Norbi Balantén 53,80 m | Amarilis Mesa 52,50 m                                                                                |
| Lancer du javelot | Sonia Bisset 64,54 m                                                                     | Odeyme Palma 63,32 m | Zuleima Araméndiz 56,24 m                                                                            |
| Heptathlon | Orisis Pedroso 5 715 pts                                                                 | Euzinete Maria Reis 5 495 pts                                                                                               | Zorobabelia Córdoba 5 165 pts (w)                                                                    |
| Records et Performances - AR : Record continental (area record) - CR : Record des championnats (championship record) - MR : Record du meeting (meet record) - NR : Record national (national record) - OR : Record olympique (olympic record) - PR : Record paralympique (paralympic record) - PB : Record personnel (personal best) - SB : Meilleure performance personnelle de la saison (season's best) - WL : Meilleure performance mondiale de l'année (world leader) - WJR : Record du monde junior (world junior record) - WR : Record du monde (world record) Circonstances et Conditions - DNF : N'a pas terminé (did not finish) - DNS : N'a pas pris le départ (did not start) - DQ : Disqualification (disqualification) - NM : Aucun essai valable enregistré (No Mark) - Q : Qualifié « directement » au prochain tour (ou à la prochaine compétition), lors d'une compétition majeure, grâce au classement ou à la réalisation des minima (automatic qualifier) - q : Qualifié au prochain tour (ou à la prochaine compétition), lors d'une compétition majeure, grâce au repêchage ou à la réalisation de l'une des meilleures performances parmi celles des « non qualifiés directement » (grâce au meilleur temps ou à la meilleure distance par exemple) (secondary qualifier) |                                                                                          | | |

## Tableau des médailles
- Pays hôte

| Rang  | Nation                 | Or | Argent | Bronze | Total |
| ----- | ---------------------- | -- | ------ | ------ | ----- |
| 1     | Cuba                   | 20 | 11     | 10     | 41    |
| 2     | Brésil                 | 8  | 13     | 9      | 30    |
| 3     | Colombie               | 6  | 7      | 7      | 20    |
| 4     | Chili                  | 4  | 1      | 1      | 6     |
| 5     | Mexique                | 2  | 5      | 4      | 11    |
| 6     | Porto Rico             | 1  | 2      | 1      | 4     |
| 7     | Argentine              | 1  | 0      | 4      | 5     |
| 8     | Portugal               | 0  | 2      | 2      | 4     |
| 9     | Venezuela              | 0  | 1      | 1      | 2     |
| 10=   | République dominicaine | 0  | 0      | 1      | 1     |
| 10=   | Paraguay               | 0  | 0      | 1      | 1     |
| 10=   | Bolivie                | 0  | 0      | 1      | 1     |
| Total | Total                  | 42 | 42     | 42     | 126   |